# فقه اللغه و سر العربیه
فقه اللغه و سر العربیه (به عربی: فقه اللغة و سر العربیة) (به فارسی: زبان شناسی و زیبایی شناسیِ زبانِ عربی) مشهورترین اثر ثعالبی دربارهٔ زبان شناسی است..این کتاب در اصل دو کتاب با نام‌های  فقه اللغه  و  سر العربیه است که با رواج صنعت نشر در یک مجلد چاپ شد.
این کتاب به زبان عربی نوشته شده و موضوع آن شناخت توانایی‌های زبان عربی از نظر شمیه و نامگذاری برای پدیده‌های طبیعی، انسان و صفات و ویژگی‌ها و اعمال و اعضا و جوارح حیوانات و خصایص ذاتی و فطری و جسمی آن‌هاست که مولف آن را در ۳۰ باب و هر بابی را در چندین فصل تنظیم نموده‌است. از مباحث این کتاب است: کلیاتی دربارهٔ پدیده‌های طبیعی و حیوانی، همانندی واژگان در میان طوایف مختلف، نام آغاز و پایان پدیده‌ها، کوچک‌ترین و بزرگ‌ترین اشیا اسامی طول و قطر، پیوست دربارهٔ اشیا، سختی و مراتب آن، قلت و کثرت اشیاء، اوصاف متضاد، مفاهیم پر و خالی نسبت به پدیده‌های مختلف و...  .